# مگس‌های سردرشت
مگس‌های سردرشت (نام علمی: Conopidae) نام یک تیره از مگس‌های دایره‌ای است.